# SN 2007mr
SN 2007mr – supernowa typu II odkryta 5 września 2007 roku w galaktyce A200818-0039. W momencie odkrycia miała maksymalną jasność 21,30m.